# Molson Coors
Molson Coors (полное название Molson Coors Beverage Company) — североамериканская пивоваренная компания, основанная в 2005 году путём слияния канадской компании Molson и американской компании Coors. По объёмам производства пива компания занимает седьмое место в мире.
Главный офис компании находится в США, но акции Molson Coors торгуются на фондовых рынках как Соединённых Штатов, так и Канады. Управление поровну распределено между семьями Молсон и Курс. Штаб-квартиры находятся в Денвере, штат Колорадо и в Монреале, Квебек.

## История

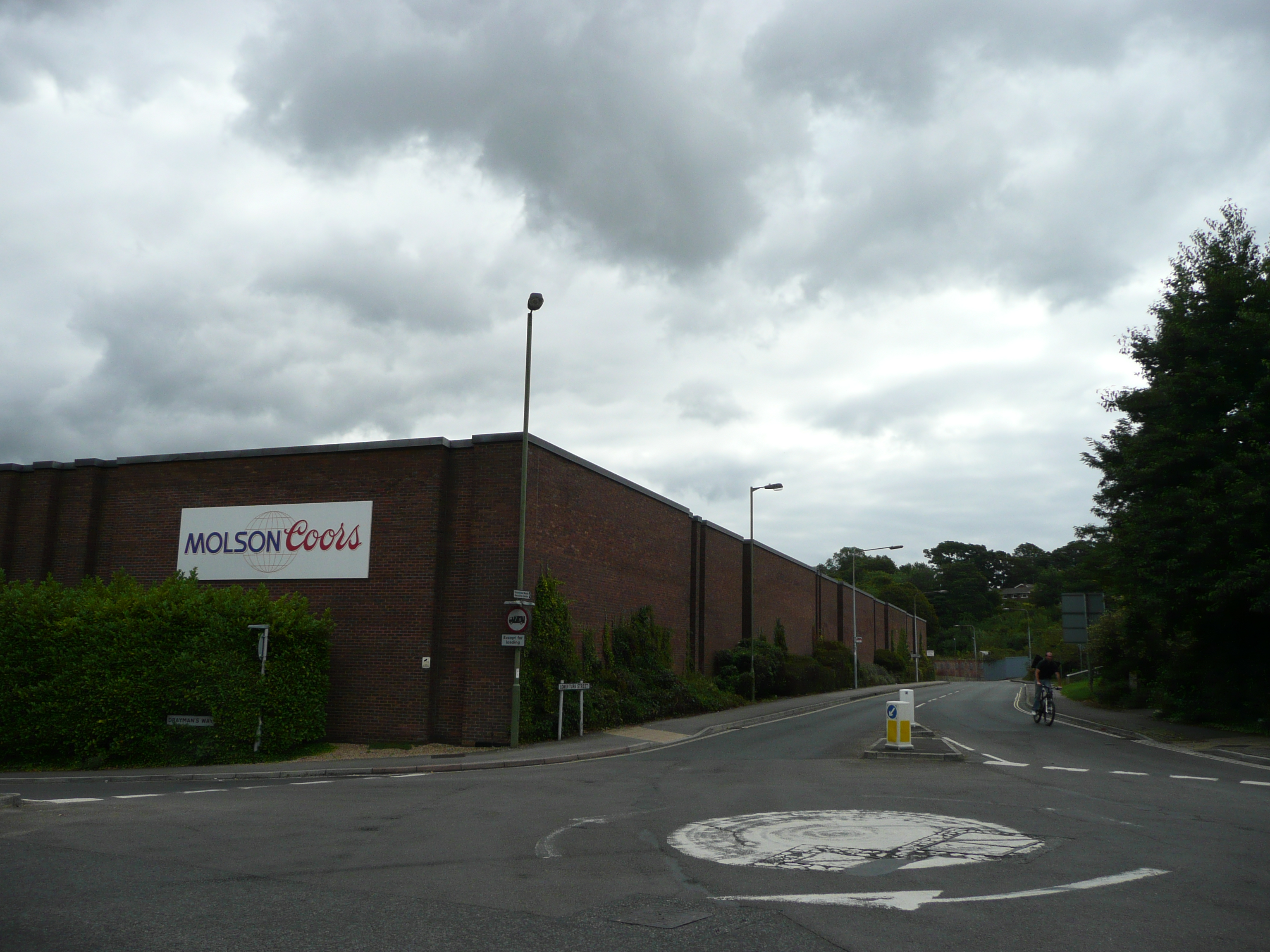
Пивоварня Molson Coors в Великобритании, графство Хэмпшир.

9 октября 2007 года SABMiller и пивоваренная компания Molson Coors объявили о создании совместного предприятия MillerCoors для работы на рынке США и продвижения всех своих продуктов.
2 февраля 2011 года компания приобрела пивоварню Sharp’s в графстве Корнуолл в Великобритании за 20 миллионов фунтов стерлингов.
26 мая 2011 года, член семьи Молсонов в седьмом поколении Эндрю Молсон сменил Пита Курса на посту президента компании.
В начале 2012 года компания вышла на рынки Центральной и Восточной Европы путём приобретения лидирующей в регионе пивоваренной компании StarBev у CVC Capital Partners.
В сентябре 2014 СМИ сообщили, что компания ведет переговоры по приобретению активов Heineken в Чешской Республике.

## Корпоративное управление
Члены совета директоров компании в 2005 г.: Франческо Беллини, Джон Клегхорн, Питер Курс, Мелисса Курс, Чарльз Херингтон, Франклин Хоббс, Лео Кили, Гэри С. Мэтьюс, Эндрю Молсон, Эрик Молсон, Дэвид О’Брайен, Памела Пэтсли и Сэнфорд Райли.
С июля 2008 г. директором компании является Йан Нейпер.

## Нарушения законов об экологии
Руководство компании Molson Coors предприняло добровольное всестороннее расследование касательно уровней выброса производствами компании вредных веществ в окружающую среду. Компания Molson Coors не нарушала Закон о чистом воздухе, но получила право на экологический аудит и поощрялась Законом о добровольном раскрытии нарушений, которые наделяют иммунитетом и дают организациям право на проведение экологических самоаудитов.
Правительство Соединенных Штатов полагало, что уровень выброса летучих органических веществ (ЛОВ) у компании MolsonCoors был незначительным, однако расследование выявило иное. Как оказалось, выбросы MolsonCoors превышали ожидаемые цифры в 17 раз. В дальнейшем руководство компании предоставило результаты расследования Министерству здравоохранения Колорадо, что привело к наложению на компанию штрафа в размере 1,05 миллионов долларов за 189 нарушений государственных законов о загрязнении.
Руководство MolsonCoors заявило, что они не знали о том, что в результате производства высвобождались летучие органические соединения. Тем не менее, компания заявляет, что заботится об окружающей среде. MolsonCoors является изобретателем новой технологии, при которой термофиксация осуществляется при помощи ультрафиолетового света — техника, которая, по мнению компании, более экологична, чем традиционный газовый метод.